# 竜口西駅 (広州市)
竜口西駅（りゅうこうせいえき）は、中華人民共和国広東省広州市天河区天河北路と竜口西路の交差点に位置する広州地下鉄11号線の駅。

## 歴史
- 2024年12月28日：開業[1][2]。

## 駅構造
島式ホーム1面2線を有する地下駅。

### のりば
| 番線 | 路線     | 方向   | 行先                       |
| ---- | -------- | ------ | -------------------------- |
| 1    | ■ 11号線 | 外回り | 雲台花園・彩虹橋・沙涌方面 |
| 2    | ■ 11号線 | 内回り | 天河公園・員村・鶴洞東方面 |

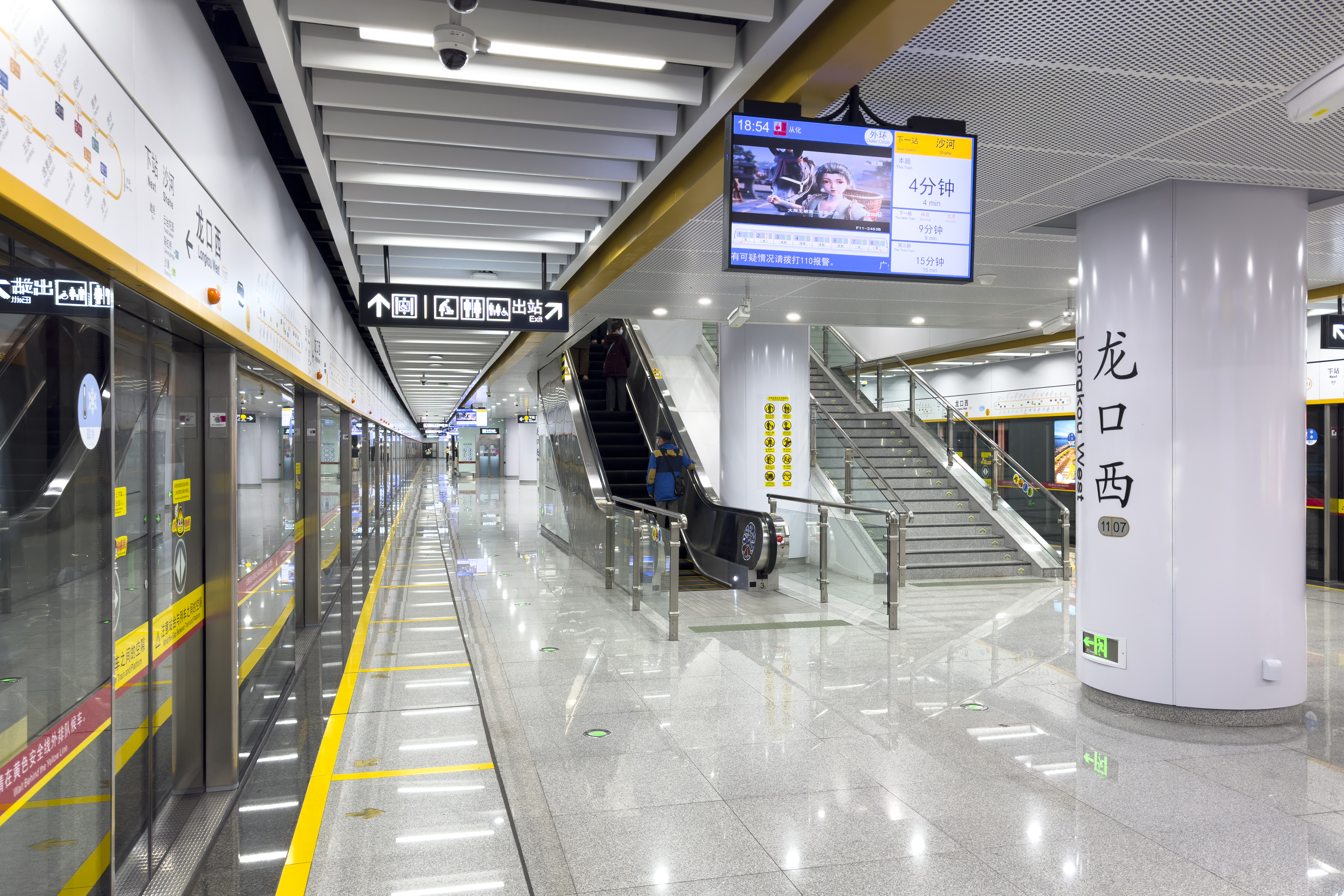
ホーム
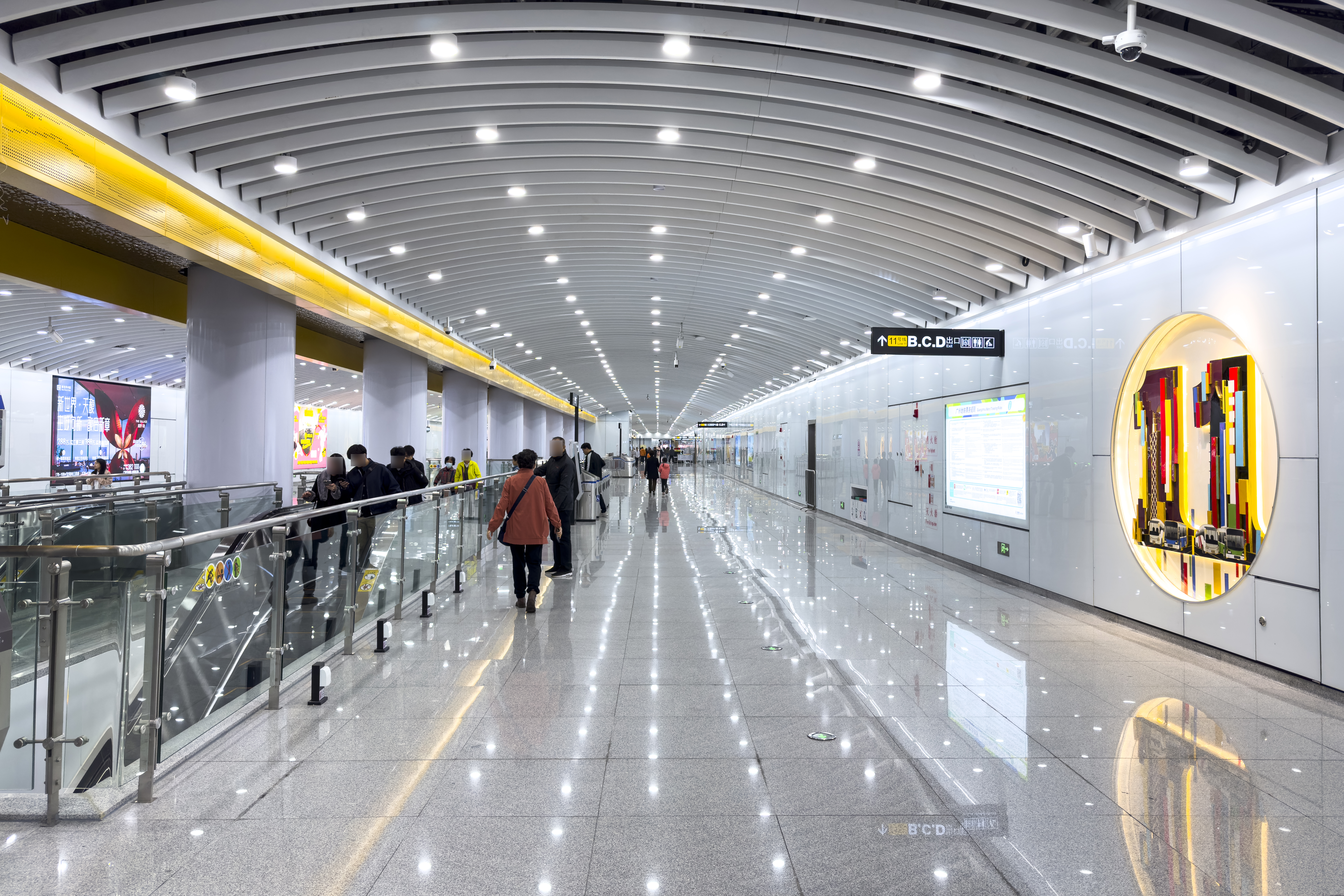
コンコース

## 駅周辺
- 希爾頓陽光
- 嘉逸国際ホテル
- 竜口花苑
- 帝景苑
- 金海花園
- 広東社会科学中心
- 瑞安・創逸
- 華標広場
- 協和新世界
- 芳草園

## 隣の駅
広州地下鉄
■ 11号線
華師駅 1106 - 竜口西駅 1107 - 広州東駅 1108（未開業） - 沙河駅 1109